# 네브래스카 대학교 링컨
네브래스카 대학교 링컨(영어: University of Nebraska–Lincoln)은 미국 네브래스카주의 주도 링컨에 위치하고, 1869년 개교한 명문 주립 대학이다. 1909년부터 미국 대학 협회(AAU)의 회원 대학인 네브래스카 대학교 링컨은 네브래스카 대학교 여러 캠퍼스중 가장 큰 캠퍼스를 소유한 학교이며, 본교라고 볼 수 있다.
네브래스카 대학교 링컨은 미국 서부에서 최초로 박사학위(Ph.D)를 수여를 시작했던 기관일 뿐만 아니라, 학부에 심리학 연구소를 설립한 최초의 학교이다. 생태학과도 이 학교에서 최초로 설립되었다. 또한 경영대학의 경우 한국의 유수 대학들이 최근에 가입한 AACSB의 창립멤버이기도 하다. 네브레스카 대학교 출판부는 전 세계적으로도 큰 대학 출판부에 속할 뿐만 아니라, 미국의 주립 대학 출판부 중에서 두 번째로 큰 출판부이다.
매 년 미국 국내 대학 순위를 발표하는 US News & World Report에서 2009-2010년 시즌, 96위에 기록되었다. 2011년, 미국 중서부 우수 주립대들이 속한 빅 텐 (Big Ten)컨퍼런스에 가입되었다. 특히 농대가 상위권이며 학부 Business 또한 미국 50위권안에 든다. 온라인 MBA 같은 경우 국내에서는 8위 세계에서는 20위권이다, 
한국과의 인연도 깊어서, 30년 동안 경영학과 학과장으로 재직하였던 석학 이상문 교수 등 많은 한국인 학자들이 활동하고 있다.

## 저명한 동문
저명한 동문으로는 1958년 노벨 생리학·의학상 수상자 조지 웰스 비들(George Wells Beadle), 2000년 노벨 화학상 수상자 앨런 J. 히거(Alan Jay Heeger), 1987년 노벨 화학상 수상자 도널드 J. 크램(Donald James Cram), 버크셔 해서웨이의 CEO, 미국 투자가/갑부 워런 버핏 (Warren Buffett) 등이 있다.